# 骂观众
《骂观众》（德語：Publikumsbeschimpfung）是奥地利作家彼得·汉德克创作的戏剧，这篇剧作的发表令汉德克在德语文坛引起了空前轰动。